# سکورتسیته
سکورتسیته (به بلغاری: Skortsite) یک منطقهٔ مسکونی در بلغارستان است که در تریاونا واقع شده‌است.